# Білоус Андрій Федорович
Андрі́й Фе́дорович Білоу́с (нар. 28 квітня 1976, м. Васильків) — український театральний режисер, театральний педагог, актор, драматург, перекладач, директор-художній керівник Київського національного академічного Молодого театру (2012—2025). Заслужений діяч мистецтв України. Лауреат Державної премії ім. Олександра Довженка (2004).

## Життєпис
Народився 28 квітня 1976 року в місті Василькові, Київської області, в родині військовослужбовця.
Освіту актора драматичного театру та кіно отримав з 1994 по 1998 роки у Київському національному університеті театру, кіно і телебачення ім. Івана Карпенка-Карого (майстерня Юлії Ткаченко); режисера драматичного театру — з 1999 по 2004 (майстерня Володимира Судьїна). З 2005 по 2008 — аспірант кафедри режисури та майстерності актора (науковий керівник — професор Володимир Судьїн).
Режисер Київського академічного театру драми та комедії на лівому березі Дніпра з 2003 року. Викладач режисури та акторської майстерності Київського національного університету театру ім. Івана Карпенка-Карого з 2005 року. 
Художній керівник театру «Театральна майстерня Андрія Білоуса» (А. Бетка) 2009-2012. У 2012—2025 роках — директор–художній керівник Київського національного академічного Молодого театру.

## Звинувачення в сексуальних домаганнях
У січні 2025 року було опубліковано звинувачення колишньої студентки Білоуса про можливі сексуальні домагання з його боку. Колишня балетмейстерка Молодого театру Лідія Соклакова та ще низка театральних діячів підтримали дівчину.
КНУТКіТ ім. Карпенка-Карого подав заяву до Національної поліції України для отримання правової оцінки ситуації, а також ініціював службову перевірку щодо Білоуса. 30 січня 46 працівників Молодого театру написали заяву до Київської міської адміністрації з проханням усунути Білоуса з посади директора—художнього керівника театру на час проведення слідства.
10 лютого близько 200 студентів і театральних працівників провели мітинг під Молодим театром і КМДА із закликами відсторонити Білоуса з посади директора—художнього керівника театру. Після завершення мітингу в КМДА заявили про відсторонення Білоуса та створення в театрі спеціальної комісії. Тоді ж поліція відкрила кримінальне провадження щодо нього за статтею 153 Кримінального кодексу України — сексуальне насильство.
24 квітня, попри відсторонення від роботи в університеті, Міністерство освіти і науки України затвердило Білоуса у вченому званні  доцента кафедри акторського мистецтва та режисури драми.
У травні 2025 року Білоус подав заяву на звільнення з посади директора-художнього керівника Молодого театру «за угодою сторін».

## Постановки
Навчальний театр КНУТКіТ імені І. К. Карпенка-Карого
- 2005 — «Безталанна» за п'єсою Івана Карпенко-Карого (дипломна вистава українського курсу. Художній керівник курсу Е. Митницький)
- 2009 — «Валентин і Валентина» за п'єсою Михайла Рощина (дипломна вистава українського курсу. Художній керівник курсу О. Шаварський)
- 2011 — «Лихо з розуму» за п'єсою Олександра Грибоєдова (дипломна вистава українського курсу. Художній керівник курсу Е. Митницький)

Севастопольський академічний російський драматичний театр імені А. В. Луначарського
- 2003 — «Чоловік, дві жінки і вбивця за дверима» за п'єсою «Двері в суміжну кімнату» А. Ейкбурна

Київський академічний театр драми і комедії на лівому березі Дніпра
- 2003 — «Веселіться! Все гаразд!?» за п'єсою «Аделаїда» Є. Унгарда
- 2005 — «Сірано де Бержерак» за п'єсою Едмон Ростана
- 2007 — «Небезпечні зв'язки» за романом П'єр де Лакло (власна інсценізація)[15]
- 2008 — «Лоліта» за романом Володимира Набокова (власна інсценізація)[16]
- 2008 — «Річард III» за п'єсою Вільяма Шекспіра
- 2011 — «Найвище благо на світі» за п'єсою «Місяць на селі» Івана Тургенєва
- 2013 — «Чого хочуть жінки» за п'єсами «Жінки в народних зборах, Лісістрата» Арістофана

Київська академічна майстерня театрального мистецтва «Сузір'я»
- 2004 — «Жінка в пісках» за романом Кобо Абе (власна інсценізація)
- 2004 — «Украдене щастя» за п'єсою Івана Франка

Київський театр «Ательє 16»
- 2004 — «Ріверсайд Драйв» за п'єсою Вуді Аллена
- 2006 — «Навь» за п'єсою «Коли повертається дощ» Неди Нежданої

Київський академічний театр юного глядача на Липках
- 2005 — «Закохана витівниця» за п'єсою Лопе де Вега

Миколаївський академічний український театр драми і музичної комедії
- 2006 — «Чарівниця» за п'єсою «Безталанна» Івана Карпенко-Карого
- 2008 — «Украдене щастя» за п'єсою Івана Франка

Київський театр маріонеток
- 2008 — «Сволочи» за п'єсою «Ночь Гельвера» Інгмара Вілквіста

Новий драматичний театр на Печерську спільно з Театральною майстернею А. Білоуса
- 2010 — «Щастя» за повістю «Река Потудань» Андрія Платонова (власна інсценізація)

Київський національний академічний Молодий театр
- 2013 — «Загадкові варіації» за однойменною п'єсою Еріка Еммануеля Шмітта
- 2014 — «Підступність і кохання» Фрідріха Шиллера
- 2014 — «Жара» за повістями «Наталі» та «Мітіне кохання» Івана Буніна
- 2015 — «Зачарований» за п'єсою «Безталанна» Івана Карпенко-Карого
- 2015 — «Однорукий» за п'єсою «Однорукий зі Спокано» Мартіна Макдони
- 2016 — «Горе з розуму» за п'єсою Олександра Грибоєдова
- 2017, 25 січня — «Гагарін і Барселона» за оповіданнями Юрія Винничука, Руслана Горового, Любко Дереша, Сергія Жадана, Євгенії Кононенко (вистава режисерського курсу університету ім. Карпенка-Карого під худ. керівництвом А. Ф. Білоуса) (Проект «Про-ЗА- Театр»)
- 2017, 28 грудня — «Місто Сонця» за мотивами п'єси «Майстер Сольнес» Генріка Ібсена
- 2018, 16 березня — «Куди піти?» за мотивами маловідомих оповідань Антон Чехова[17]
- 2018, 21 травня — «100 років молодий» Андрія Білоуса
- 2018, 28 вересня — «Homo Ferus або сука-любов!» за мотивами п'єс «Сто тисяч» і «Наймичка» Івана Карпенка-Карого[18]
- 2019, 8 травня — «Ласкаво просимо до пекла» за п'єсою «Мамочки» Володимира Зуєва
- 2019, 12 листопада — «Сон літньої ночі» за п'єсою Вільяма Шекспіра
- 2020, 14 лютого — «Шинель» за повістю Миколи Гоголя
- 2023, 3 січня — «Жагуча таємниця» за новелами Стефана Цвайга
- 2023, 27 травня — «Кролик Гарві» за п'єсою «Гарві» Мері Чейз
- 2023, 6 червня — «Королева краси» за п'єсою «Королева краси з Лінана» Мартіна Мак-Дони
- 2023, 12 листопада — «Симулянти» за мотивами п'єси «Удаваний хворий» Мольєра
- 2024, 17 березня — «Декамерон» за новелами Джованні Боккаччо
- 2024, 17 вересня — «Комедія помилок» за однойменною п'єсою Вільяма Шекспіра (виставу створено для Шекспірівського фестивалю, перший показ відбувся 22 серпня 2024 року у Вероні)
- 2024, 19 жовтня — «Небезпечні зв'язки» за романом П'єр де Лакло[19]

Український малий драматичний театр
- 2020, 17 жовтня — «Зозуля» за повістю Валерія Шевчука

Сценічні читання німецькомовної драматургії (Національний академічний театр російської драми імені Лесі Українки)
- 2003 — «Арабська ніч» за п'єсою Р. Шіммельпфенніга
- 2004 — «Водоманія» за п'єсою Ф. Каттера

Новітня французька п'єса. Центр Леся Курбаса
- 2003 — «Репетиція в театрі злочину» за п'єсою Ж. Моклера

## Фільмографія
- 1995 — «Пейзаж душі після сповіді» реж. В. Політов — Григорій Сковорода
- 2001 — «Леді Бомж» — аптечний робітник
- 2003 — «Мамай» реж. О. Санін — Мамай
- 2004 — «Украденне щастя» — епізод
- 2013 — «Жіночий лікар-2» (57-я серія «Зрозуміти, пробачити») — Дмитро Нікітін
- 2013 — «Поводир» — генерал
- 2014 — «Алмазний хрест» — Ротенберг
- 2015 — «Клан ювелірів» — Кирило
- 2015 — «Спитайте у осені» — Олег, продюсер

## Фестивалі
- «Славянские встречи» м. Гомель, («Веселіться! Все гаразд!?»), 2004
- «Тернопільські театральні вечори» м. Тернопіль, («Жінка в пісках»), 2005
- «Етно-діа-сфера» м. Мукачево, («Сірано де Бержерак»), 2006
- «М.Арт Контакт» м. Могильов, («Сірано де Бержерак»), 2007
- «Мельпомена Таврії» м. Херсон, («Чарівниця»), 2007
- «Мельпомена Таврії» м. Херсон, («Украдене щастя») 2008
- «М.Арт Контакт» м. Могильов, («Сволочи»), 2009
- «Гогольфест» м. Київ, («Сволочи»), 2009
- «Міжнародний Платонівський фестиваль» м. Вороніж, («Щастя»), 2012
- Міжнародний кінофорум «Золотий Вітязь», м. Москва, («Загадкові варіації»), 2013
- 45-е Всеукраїнське свято «Вересневі самоцвіти-2015», м. Кропивницький («Зачарований»), 2015
- XXIV Міжнародний фестиваль «Слов'янські зустрічі», м. Чернігів («Зачарований»), 2016
- Фестиваль сценічних мистецтв у Франківську «Час театру», («Загадкові варіації»), 2016
- Всеукраїнський театральний фестиваль «ЧЕХОВФЕСТ», м. Суми («Загадкові варіації»). (Номінація — Найкращий монолог «Мить одкровення»), 2016
- Х театральний фестиваль «Класика сьогодні», м. Дніпро, («Жара»). (Лауреат в номінації «За бездоганний акторський ансамбль»), 2016
- ХІІІ Міжнародний театральний фестиваль «Мельпомена Таврії», м. Херсон, («Однорукий»), Номінації: «Краща вистава», «Краща режисура», «Краща чоловіча роль» (С. Боклан), 2016
- ХІІ Міжнародний театральний фестиваль жіночої творчості імені Марії Заньковецької, м. Ніжин, («Однорукий»), 2016
- ХІІІ Міжнародний театральний фестиваль жіночої творчості імені Марії Заньковецької, м. Ніжин, («Украдене щастя»), 2016
- Театральний фестиваль «Золотий лев-2018» («Однорукий»), 2018
- World Theatre Education Alliance 2019 International Theatre Festival у Пекіні (Китай) — вистава-переможець «Сон літньої ночі», 2019
- Всеукраїнський театральний фестиваль-премія «ГРА» — найкраща вистава камерної сцени, 2020

## Премії
- Лауреат державної премії імені Олександра Довженка (2004, «Мамай»)
- Лауреат премії «Київська пектораль» (2004, «Веселіться! Все гаразд!?» режисерський дебют)
- Переможець конкурсу молодих митців «Старт»(2004, «Веселіться! Все гаразд!?»)
- Лауреат премії «Київська пектораль» (2005, «Жінка в пісках» найкраща вистава камерної сцени)
- Переможець конкурсу «Бієнале актуальних мистецтв» (2005, «Украдене щастя»)
- Лауреат премії «Київська пектораль» (2011, «Щастя» найкраща вистава камерної сцени)
- Лауреат премії ім. Сергія Данченко (2013)
- Заслужений діяч мистецтв України
- Увійшов у список десяти найвпливовіших українських режисерів, за версією щотижневика «Дзеркало тижня»[20]
- Лауреат премії ім. Миколи Садовського (2019)

## Державні нагороди
- Орден «За заслуги» III ступеня (2020)[21]